# Nymphon pixellae
Nymphon pixellae är en havsspindelart som beskrevs av Scott, F.M. 1912. Nymphon pixellae ingår i släktet Nymphon och familjen Nymphonidae. Inga underarter finns listade i Catalogue of Life.